# Ilzenes pagasts
Ilzenes pagasts er en territorial enhed i Alūksnes novads i Letland. Pagasten havde 418 indbyggere i 2010 og 389 indbyggere i 2016 og omfatter et areal på 62,50 kvadratkilometer. Hovedbyen i pagasten er Jaunzemi.